# Peor es Nada
Peor es Nada es una localidad chilena ubicada en la comuna de Chimbarongo, Región del Libertador Bernardo O'Higgins. Su población es cercana a los 1900 habitantes. El gentilicio es «peoresnadino».
Peor es Nada es una localidad eminentemente rural y vive de la producción frutícola (peras y manzanas), mayormente concentrada en el fundo San Ignacio. Sin embargo, la construcción del embalse Convento Viejo II amenaza dicha fuente de trabajo, ya que inundaría zonas agrícolas del fundo San Ignacio, como asimismo otras dos localidades de Chimbarongo: Convento Viejo y San Miguel.

## Etimología
Su nombre provendría de una anécdota ocurrida en el siglo XIX. Una familia poderosa de la región, encabezada por Agustín Sánchez y Juana Echegaray, era propietaria del extenso fundo original. Tras su fallecimiento, se habrían repartido sus tierras entre sus hijos herederos. En el momento de la lectura del testamento, su hija menor, Eulalia Sánchez Echegaray (nacida en 1828), se enteró de que recibiría el área que hoy ocupa esta localidad y, visiblemente defraudada, pronunció la frase «Peor es nada». La tradición oral entre los lugareños repitió esta anécdota y habría cristalizado como nombre oficial del pueblo cuando las autoridades de tránsito y vialidad decidieron poner tal nombre en la señalización desde la carretera.
Debido a su curioso nombre, el poblado ha sido objeto de reportajes en los medios de comunicación.
Las señalizaciones viales con el nombre de la localidad también se han convertido en un objeto de culto para los turistas, siendo fotografiadas en numerosas oportunidades y publicadas en Internet en sitios como Flickr o Facebook.